# 小果大叶漆
小果大叶漆（学名：Toxicodendron hookeri var. microcarpum）为漆树科漆属下的一个变种。

## 扩展阅读
- 維基物種上的相關：小果大叶漆